# 阿里山陰石蕨
阿里山陰石蕨（学名：Davallia chrysanthemifolia）为骨碎補科骨碎補屬下的一个种。

## 扩展阅读
- 維基物種上的相關：阿里山陰石蕨